# هتل امبسدور لس آنجلس
هتل امبسدور (انگلیسی: Ambassador Hotel) یک هتل در لس آنجلس، ایالات متحده آمریکا بود.
این هتل که در سال ۱۹۲۱ تأسیس و در سال ۱۹۸۹ تعطیل شده‌است میزبان ۶ دوره از مراسم جایزه اسکار بوده‌است.

## نگارخانه

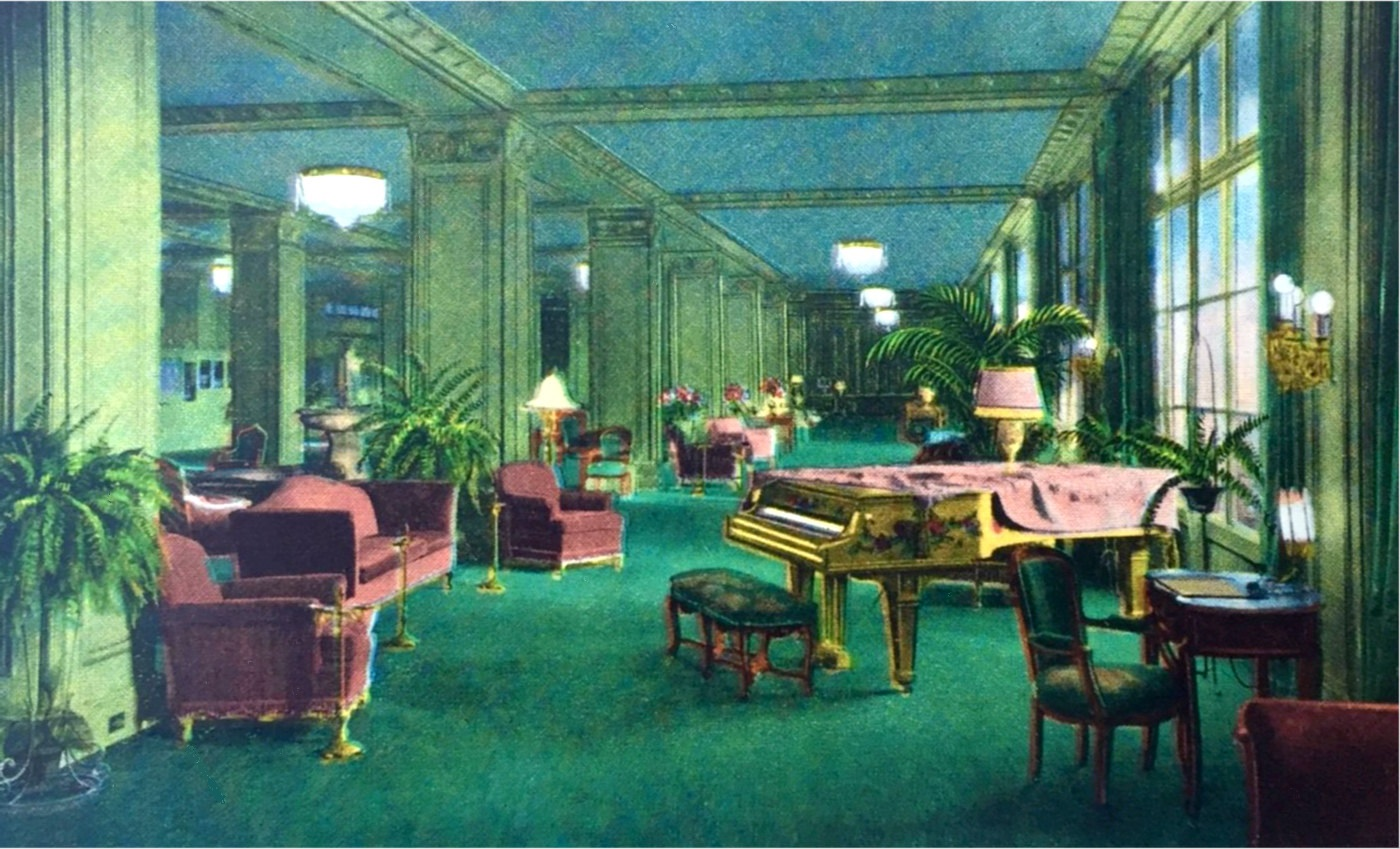
لابی هتل
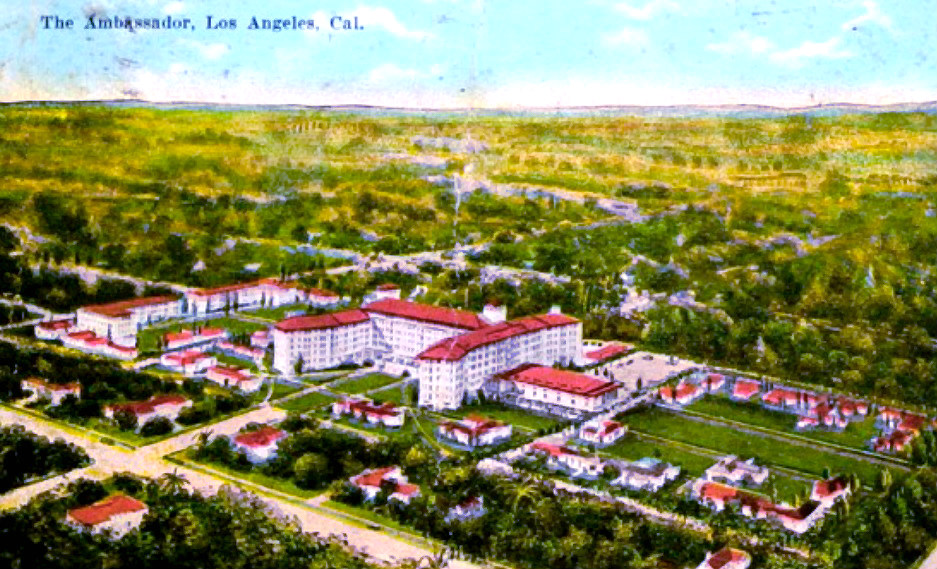
۱۹۲۱
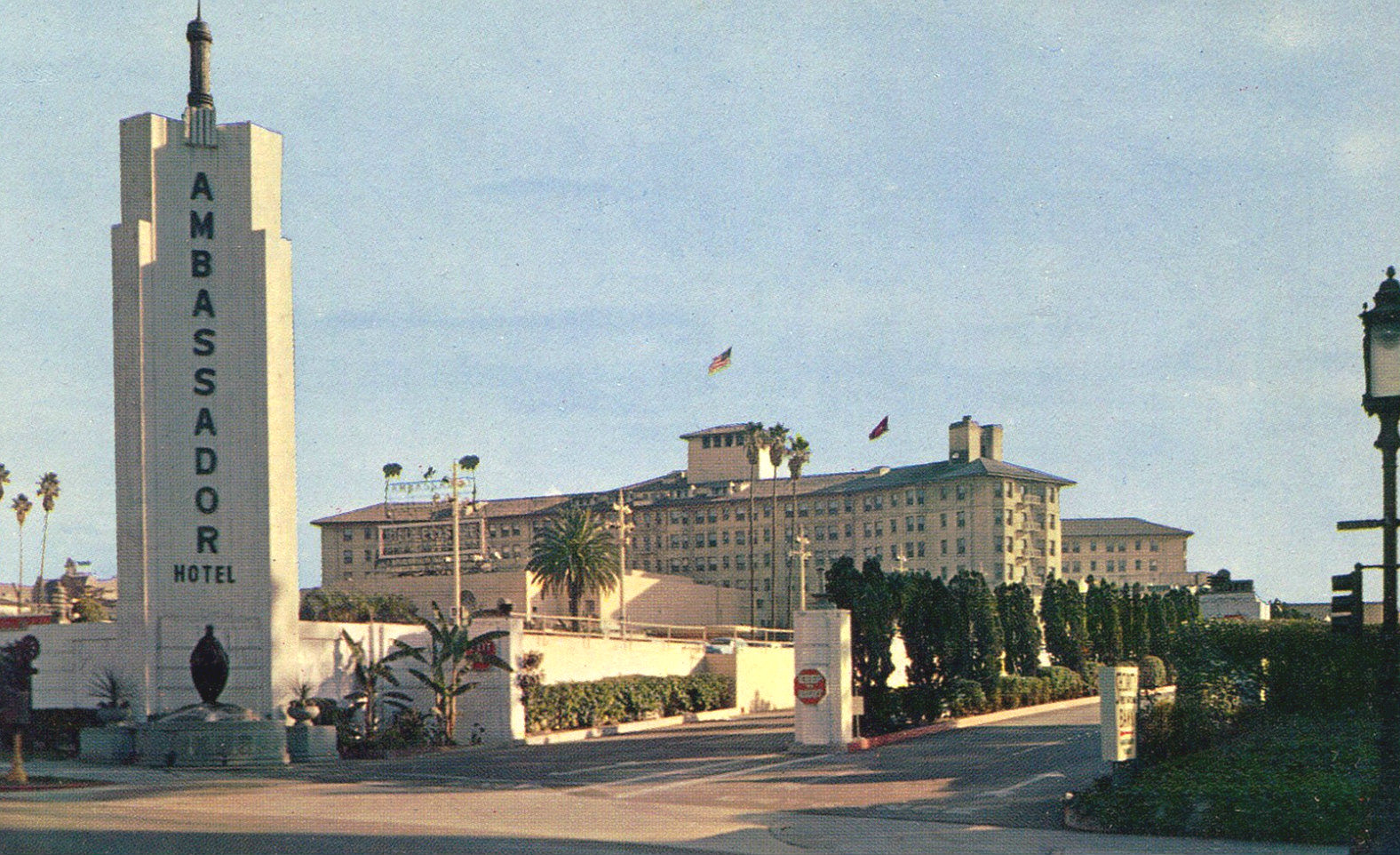
۱۹۵۹